# Diego Scotti
Diego Scotti, vollständiger Name Diego Martín Scotti Ponce de León, (* 14. Januar 1977 in Montevideo) ist ein uruguayischer ehemaliger Fußballspieler.

## Karriere

### Vereine
Der 1,81 Meter große Mittelfeldakteur Scotti ist der Bruder des Fußballspielers Andrés Scotti. Er stand zu Beginn seiner Karriere von 1999 bis 2000 in Reihen von Nacional Montevideo. Im letztgenannten Jahr gewann der Klub die uruguayische Meisterschaft. Von 2001 bis 2002 spielte er für den argentinischen Verein Gimnasia y Esgrima La Plata. Ebenfalls 2002 war er für den chinesischen Klub Tianjin Teda aktiv. 2003 war er erneut Spieler Nacional Montevideos. Von 2004 bis Mitte 2005 gehörte er wieder dem Kader von Gimnasia y Esgrima La Plata an. In diesem Zeitraum stehen mindestens sieben Ligaspiele und ein Tor für ihn zu Buche. Anschließend wechselte er nach Paraguay zum Club Olimpia, bei dem er bis Mitte 2006 verblieb. In der Apertura bestritt er sodann 15 Partien (kein Tor) in der Primera División für die Montevideo Wanderers. 2007 war der chilenische Klub Audax Italiano sein Arbeitgeber. Im ersten Halbjahr 2008 lief er in 14 Ligabegegnungen (kein Tor) für die Newell’s Old Boys auf. Mitte 2008 verpflichtete ihn der Racing Club de Montevideo. In der Saison 2008/09 erzielte er einen Ligatreffer und kam einmal (kein Tor) in der Copa Libertadores 2010 zum Einsatz. Während der Folgespielzeit 2009/10 wurde er in 15 Erstligaspielen eingesetzt. Ein Tor schoss er dabei nicht. Ab Anfang Februar 2010 setzte er seine Karriere in Spanien beim FC Córdoba fort. Bis Mitte des Jahres bestritt er 19 Begegnungen ohne persönlichen Torerfolg in der Segunda División. In der Saison 2010/11 absolvierte er im Rahmen eines Engagements beim uruguayischen Erstligisten Miramar Misiones zwölf Ligaspiele und erzielte vier Treffer. Ende Dezember 2011 folgte ein Wechsel nach Chile zu Unión Española. Saisonübergreifend traf er bei den Chilenen elfmal bei 127 Ligaeinsätzen ins gegnerische Tor. Auch bestritt er 16 Partien (ein Tor) der Copa Chile und 15 Begegnungen (kein Tor) in der Copa Libertadores. 2013 wurde er mit dem Klub Chilenischer Meister und gewann den Super Cup. In der Saison 2015/16 spielte er erneut für die Montevideo Wanderers. Drei Tore bei 27 Erstligaeinsätzen werden bei dieser Karrierestation für ihn geführt. Seit Mitte Juli 2016 steht er bei Boston River unter Vertrag. Während der Saison 2016 wurde er 15-mal (kein Tor) in der höchsten uruguayischen Spielklasse eingesetzt.

### Erfolge
- Uruguayischer Meister: 2000
- Chilenischer Meister: 2013
- Chilenischer Supercup: 2013